# Cosmologia de cordes
La cosmologia de cordes és un camp relativament nou que intenta aplicar equacions de la teoria de cordes per resoldre els problemes de la cosmologia primitiva. Una àrea d'estudi relacionada és la cosmologia brane.

## Visió general
Aquest enfocament es remunta a un article de Gabriele Veneziano que mostra com es pot obtenir un model cosmològic inflacionista a partir de la teoria de cordes, obrint així la porta a una descripció dels escenaris anteriors al Big Bang.
La idea està relacionada amb una propietat de la corda bosònica en un fons de corba, més conegut com a model sigma no lineal. Els primers càlculs d'aquest model van mostrar com la funció beta, que representa l'execució de la mètrica del model en funció d'una escala d'energia, és proporcional al tensor de Ricci donant lloc a un flux de Ricci. Com que aquest model té una invariància conforme i això s'ha de mantenir per tenir una teoria de camps quàntica sensible, la funció beta ha de ser zero produint immediatament les equacions de camp d'Einstein. Tot i que les equacions d'Einstein semblen una mica fora de lloc, no obstant això, aquest resultat és sens dubte sorprenent, ja que un model bidimensional de fons podria produir una física de dimensions superiors. Un punt interessant aquí és que aquesta teoria de cordes es pot formular sense un requisit de criticitat a 26 dimensions per a la consistència, com passa en un fons pla. Aquest és un indici seriós que la física subjacent de les equacions d'Einstein es podria descriure mitjançant una teoria de camps conforme bidimensional eficaç. De fet, el fet que tinguem proves d'un univers inflacionari és un suport important per a la cosmologia de cordes.
En l'evolució de l'univers, després de la fase inflacionista, s'estableix l'expansió observada avui en la qual està ben descrita per les equacions de Friedmann. S'espera una transició suau entre aquestes dues fases diferents. La cosmologia de cordes sembla tenir dificultats per explicar aquesta transició. Això es coneix a la literatura com el problema de la sortida graciosa.
Una cosmologia inflacionista implica la presència d'un camp escalar que impulsa la inflació. En la cosmologia de cordes, això sorgeix de l'anomenat camp de dilatons. Aquest és un terme escalar que entra a la descripció de la corda bosònica que produeix un terme de camp escalar a la teoria efectiva a baixes energies. Les equacions corresponents s'assemblen a les d'una teoria de Brans-Dicke.
L'anàlisi s'ha elaborat des d'un nombre crític de dimensió (26) fins a quatre. En general, s'obtenen equacions de Friedmann en un nombre arbitrari de dimensions. L'inrevés és suposar que un cert nombre de dimensions es compacta produint una teoria quadridimensional eficaç amb la qual treballar. Aquesta teoria és una teoria típica de Kaluza-Klein amb un conjunt de camps escalars que sorgeixen de dimensions compactades. Aquests camps s'anomenen mòduls.

## Detalls tècnics
Aquesta secció presenta algunes de les equacions rellevants que entren en la cosmologia de cordes. El punt de partida és l'acció de Polyakov, que es pot escriure com
{\displaystyle S_{2}={\frac {1}{4\pi \alpha '}}\int d^{2}z{\sqrt {\gamma }}\left[\gamma ^{ab}G_{\mu \nu }(X)\partial _{a}X^{\mu }\partial _{b}X^{\nu }+\alpha '\ ^{(2)}R\Phi (X)\right],}
on {\displaystyle \ ^{(2)}R} és l'escalar de Ricci en dues dimensions, {\displaystyle \Phi } el camp de dilatació, i {\displaystyle \alpha '} la constant de corda. Els índexs {\displaystyle a,b} rang superior a 1, 2 i {\displaystyle \mu ,\nu } acabat {\displaystyle 1,\ldots ,D}, on D la dimensió de l'espai objectiu. Es podria afegir un altre camp antisimètric. Això es considera generalment quan es vol que aquesta acció generi un potencial d'inflació. En cas contrari, s'insereix manualment un potencial genèric, així com una constant cosmològica.
L'acció de cadena anterior té una invariància conforme. Aquesta és una propietat d'una varietat de Riemann bidimensional. A nivell quàntic, aquesta propietat es perd a causa d'anomalies i la teoria en si no és coherent, no tenint unitaritat. Per tant, és necessari exigir que la invariància conforme es mantingui en qualsevol ordre de la teoria de la pertorbació. La teoria de la perturbació és l'únic enfocament conegut per gestionar la teoria quàntica de camps. De fet, les funcions beta en dos bucles són
{\displaystyle \beta _{\mu \nu }^{G}=R_{\mu \nu }+2\alpha '\nabla _{\mu }\Phi \nabla _{\nu }\Phi +O(\alpha '^{2}),}
i
{\displaystyle \beta ^{\Phi }={\frac {D-26}{6}}-{\frac {\alpha '}{2}}\nabla ^{2}\Phi +\alpha '\nabla _{\kappa }\Phi \nabla ^{\kappa }\Phi +O(\alpha '^{2}).}
L'assumpció que es compleix la invariància conforme implica això
{\displaystyle \beta _{\mu \nu }^{G}=\beta ^{\Phi }=0,}
produint les corresponents equacions de moviment de la física de baixes energies. Aquestes condicions només es poden satisfer de manera pertorbativa, però això s'ha de mantenir en qualsevol ordre de la teoria de la pertorbació. El primer terme en {\displaystyle \beta ^{\Phi }} és només l'anomalia de la teoria bosònica de cordes en un espai-temps pla. Però aquí hi ha altres termes que poden atorgar compensació de l'anomalia també quan {\displaystyle D\neq 26}, i a partir d'aquests models cosmològics d'un pre-big bang, es pot construir un escenari. De fet, aquestes equacions de baixa energia es poden obtenir a partir de l'acció següent:
{\displaystyle S={\frac {1}{2\kappa _{0}^{2}}}\int d^{D}x{\sqrt {-G}}e^{-2\Phi }\left[-{\frac {2(D-26)}{3\alpha '}}+R+4\partial _{\mu }\Phi \partial ^{\mu }\Phi +O(\alpha ')\right],}
on {\displaystyle \kappa _{0}^{2}} és una constant que sempre es pot canviar redefinint el camp de dilatació. També es pot reescriure aquesta acció d'una forma més familiar redefinint els camps (marc d'Einstein) com
{\displaystyle \,g_{\mu \nu }=e^{2\omega }G_{\mu \nu }\!,}
{\displaystyle \omega ={\frac {2(\Phi _{0}-\Phi )}{D-2}},}
i utilitzant {\displaystyle {\tilde {\Phi }}=\Phi -\Phi _{0}} un pot escriure
{\displaystyle S={\frac {1}{2\kappa ^{2}}}\int d^{D}x{\sqrt {-g}}\left[-{\frac {2(D-26)}{3\alpha '}}e^{\frac {4{\tilde {\Phi }}}{D-2}}+{\tilde {R}}-{\frac {4}{D-2}}\partial _{\mu }{\tilde {\Phi }}\partial ^{\mu }{\tilde {\Phi }}+O(\alpha ')\right],}
on
{\displaystyle {\tilde {R}}=e^{-2\omega }[R-(D-1)\nabla ^{2}\omega -(D-2)(D-1)\partial _{\mu }\omega \partial ^{\mu }\omega ].}
Aquesta és la fórmula de l'acció d'Einstein que descriu un camp escalar que interactua amb un camp gravitatori en dimensions D. De fet, té la següent identitat:
{\displaystyle \kappa =\kappa _{0}e^{2\Phi _{0}}=(8\pi G_{D})^{\frac {1}{2}}={\frac {\sqrt {8\pi }}{M_{p}}},}
on {\displaystyle G_{D}} és la constant de Newton en dimensions D i {\displaystyle M_{p}} la massa de Planck corresponent. En configurar {\displaystyle D=4} en aquesta acció, les condicions per a la inflació no es compleixen tret que s'afegeix un terme potencial o antisimètric a l'acció de corda, en aquest cas és possible la inflació de la llei de potència.